# پایگاه هوایی اسمارهون
پایگاه هوایی اسمارهون  (به انگلیسی: Smarhon (air base)) یک فرودگاه نظامی است که یک باند فرود بتن دارد و طول باند آن ۲۰۰۰ متر است. این فرودگاه در کشور بلاروس قرار دارد و در ارتفاع ۱۷۰ متری از سطح دریا واقع شده است.